# Courant calcique de type N
Le courant calcique de type N est un courant rapidement inactivé (N pour le terme anglais neither). Il est impliqué dans la génération de potentiel d'action dans les dendrites et dans la transmission synaptique.